# Rikujō Jieitai
La Forza terrestre di autodifesa (giapponese: 陸上自衛隊;?, Rikujō Jieitai), indicata impropriamente anche come Esercito giapponese, è l'arma principale delle Forze di autodifesa giapponesi responsabile delle operazioni militari terrestri. Internazionalmente è conosciuta anche nella sua dizione inglese Japan Ground Self-Defense Force, e abbreviata spesso in JGSDF. Creata il 1º luglio 1954, è la più grande delle tre armi in servizio.
Le nuove linee guida militari, annunciate nel dicembre 2010, dirigeranno la Jieitai lontano dall'attenzione della guerra fredda contro l'Unione Sovietica alla nuova attenzione sulla Cina, in particolare per quanto riguarda la disputa sulle isole Senkaku e la minaccia diretta alle contigue Nansei Shotō.
La Forza terrestre di autodifesa del Giappone opera sotto il comando del capo dello stato maggiore terrestre, con sede a Ichigaya nel quartiere di Shinjuku a Tokyo. L'attuale capo dello stato maggiore terrestre è il generale Gorō Yuasa (湯浅悟郎?). La JGSDF era composta da circa 150 000 soldati nel 2018.

## Storia

### XX secolo
Subito dopo la fine della guerra del Pacifico nel 1945 con il Giappone che accettò la Dichiarazione di Potsdam, l'Esercito imperiale giapponese e la Marina imperiale giapponese vennero smantellate per ordine del Comandante supremo delle forze alleate(SCAP). Entrambi vennero sostituiti dalla forza di occupazione delle forze armate degli Stati Uniti, che si assunse la responsabilità della difesa esterna del Giappone.
Douglas MacArthur insistette sul fatto che il Giappone non avesse un esercito che potesse essere utilizzato per risolvere le controversie internazionali o anche per la propria autodifesa. Tuttavia furono forti anche le pressioni dei partiti di sinistra che avevano subito la violenta repressione militarista, e in particolare un ruolo importante fu svolto dal primo ministro Kijūrō Shidehara che si dichiarò sempre favorevole, e addirittura fautore, della nuova Costituzione. Di conseguenza, durante lo sviluppo della Costituzione giapponese nel 1946, venne aggiunto l'articolo 9 che affermava "il popolo giapponese rinuncia per sempre alla guerra come diritto sovrano della nazione e alla minaccia o all'uso della forza come mezzo per risolvere le controversie internazionali".
"Per raggiungere lo scopo del paragrafo precedente, le forze terrestri, marittime e aeree, così come altre potenzialità belliche, non saranno mai mantenute. Il diritto di belligeranza dello stato non sarà riconosciuto".
Si ritiene che il leader della sessione speciale della Dieta Hitoshi Ashida abbia aggiunto la clausola "Al fine di raggiungere lo scopo del paragrafo precedente" nel mezzo dell'Articolo 9. L'intento di questa formulazione era di consentire la creazione di forze militari in Giappone che sarebbero state per la difesa del Giappone e non per la risoluzione di controversie internazionali.
L'allora primo ministro Shigeru Yoshida accettò questa formulazione e fu in grado di convincere gli Stati Uniti a consentire al Giappone di utilizzare le forze di "autodifesa".
Secondo i termini del Trattato di sicurezza tra Stati Uniti e Giappone del 1951, le forze statunitensi di stanza in Giappone dovevano affrontare l'aggressione esterna contro il Giappone mentre le forze giapponesi, sia terrestri che marittime, avrebbero affrontato le minacce interne e disastri naturali. Solo dopo lo scoppio della guerra di Corea MacArthur autorizzò il primo ministro Shigeru Yoshida a stabilire una Polizia nazionale della riserva di 75 000 uomini. La successiva espansione arrivò nel 1952, quando come compromesso di fronte alle richieste degli Stati Uniti di costruire un esercito di 350 000 persone, la Polizia nazionale della riserva venne ribattezzata Forza di sicurezza nazionale ed ampliata a 110 000 uomini.
In effetti la posizione americana era radicalmente cambiata nel 1950, e il Comandante supremo delle forze alleate arrivò addirittura a ordinare il riarmo del Giappone, in considerazione del peggioramento dell'andamento del conflitto in Corea, e perfino la ricostituzione delle fabbriche di armamenti destinate a sostenere lo sforzo bellico degli Stati Uniti, rifornendo e garantendo la riparazione e la manutenzione dei loro mezzi. 
Nel 1954, il primo ministro Yoshida spinse la Dieta ad accettare l'istituzione dell'Agenzia per la difesa e le leggi sulle forze di autodifesa, che autorizzavano esplicitamente le forze a "difendere il Giappone dall'aggressione diretta e indiretta e, quando necessario, a mantenere l'ordine pubblico". Il 1º luglio 1954, il Consiglio per la sicurezza nazionale venne riorganizzato come Agenzia di difesa e la Forza di sicurezza nazionale venne riorganizzata in seguito come Forza di autodifesa terrestre giapponese (Esercito), Forza di autodifesa marittima giapponese (Marina militare) e Forza di autodifesa aerea giapponese (Aeronautica militare), con il generale Keizō Hayashi nominato primo presidente del Consiglio di stato maggiore congiunto, capo professionale delle tre armi. La legislazione abilitante per ciò è stata la legge sulle forze di autodifesa del 1954 [legge n. 165 del 1954].
Quell'anno la forza effettiva delle forze di autodifesa terrestre, marittima e aerea raggiunse 146 285 uomini, armati principalmente con attrezzature d'epoca della seconda guerra mondiale degli Stati Uniti. Almeno fino agli anni '70, la GSDF non venne costruita al punto necessario per sconfiggere un tentativo di invasione dal nord - gli ufficiali informati stimarono che mentre si diceva ufficialmente che le provviste di munizioni fossero sufficienti per durare per due mesi, in realtà sarebbero state consumate in una settimana o meno.
Durante gli anni '70, la Forza di autodifesa terrestre giapponese possedeva una dubbia capacità di trattenere un'invasione sovietica di Hokkaido. Zbigniew Brzezinski osservò nel 1972 che sembrava ottimizzato per combattere "un'invasione sovietica condotta su modelli americani di un quarto di secolo fa". Tre anni dopo, nel 1975, Osamu Kaihara, l'ex segretario del Consiglio di difesa nazionale, venne riportato da US News e World Report che le SDF sarebbero state totalmente inefficaci in qualsiasi attacco sovietico, poiché le GSDF potevano combattere solo come esercito per tre o quattro giorni. Mentre la forza è ora un esercito efficiente di circa 150 000 soldati, la sua apparente importanza era, fino a poco tempo fa, apparentemente diminuita con la fine della guerra fredda, e i tentativi di riorientare le forze nel loro insieme verso nuove missioni post guerra fredda vennero intricati in una serie di controversie politiche interne.

### XXI secolo
Il 27 marzo 2004, l'Agenzia per la difesa giapponese attivò il Gruppo per le operazioni speciali con il mandato sotto il JGSDF come sua unità antiterrorismo.
Nel 2015, la Dieta giapponese approvò una legge che consentiva la reinterpretazione dell'articolo 9 della costituzione. Il personale della JSDF si addestra con le forze americane in unità di assalto anfibio progettate per prendere le isole periferiche.
Il 7 aprile 2018 il Giappone ha attivato la sua prima unità marina dalla seconda guerra mondiale. I marines della Brigata di schieramento rapido anfibio sono addestrati per contrastare gli invasori dall'occupazione delle isole giapponesi lungo il bordo del Mar Cinese Orientale.
Le truppe britanniche della Honourable Artillery Company (HAC) si sono esercitate insieme per la prima volta con i soldati giapponesi GSDF a Oyama, nella prefettura di Shizuoka, il 2 ottobre 2018. Ciò ha segnato anche la prima volta nella storia che soldati stranieri diversi dagli americani si sono esercitati sul suolo giapponese. Lo scopo era quello di migliorare il loro partenariato strategico e la cooperazione in materia di sicurezza. Parlando delle tensioni riguardanti la Corea del Nord, il tenente generale Patrick Sanders ha affermato che il Giappone "non dovrà combattere da solo".
Le JGSDF e l'esercito indiano hanno condotto la loro prima esercitazione militare congiunta nello stato indiano del Mizoram dal 27 ottobre al 18 novembre 2018. Si trattava principalmente di esercitazioni antiterrorismo e di miglioramento della cooperazione bilaterale con 60 ufficiali giapponesi e indiani.
Nel marzo 2019, il Ministero della Difesa ha istituito la sua prima unità regionale di protezione informatica nell'Armata occidentale della Forza di autodifesa terrestre giapponese (JGSDF) per salvaguardare le comunicazioni di difesa dagli attacchi informatici, come per il personale schierato su isole remote senza linee di sicurezza stabilite.
Il governo giapponese ha approvato la prima spedizione della JSDF in un'operazione di mantenimento della pace non guidata dalle Nazioni Unite nel 2019. Gli ufficiali della JGSDF hanno monitorato il cessate il fuoco tra Israele ed Egitto presso il comando della Forza multinazionale e degli osservatori nella Penisola del Sinai dal 19 aprile al 30 novembre 2019.

## Schieramento attuale

### Personale

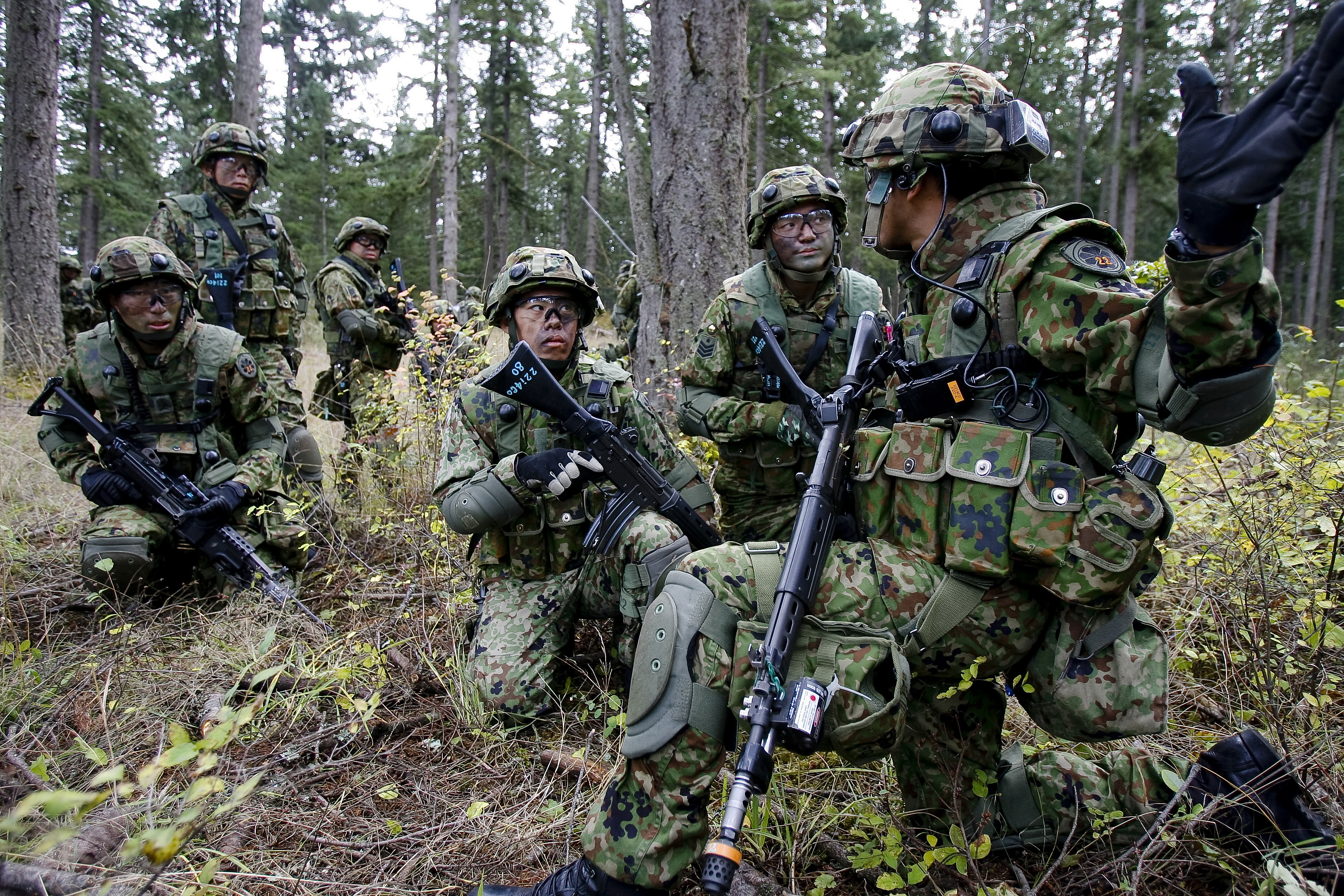
Soldati delle JGSDF del 22º Reggimento fanteria si addestrano con i soldati dell'esercito degli Stati Uniti in un'esercitazione bilaterale a Leschi Town di Fort Louis nell'ottobre 2008.

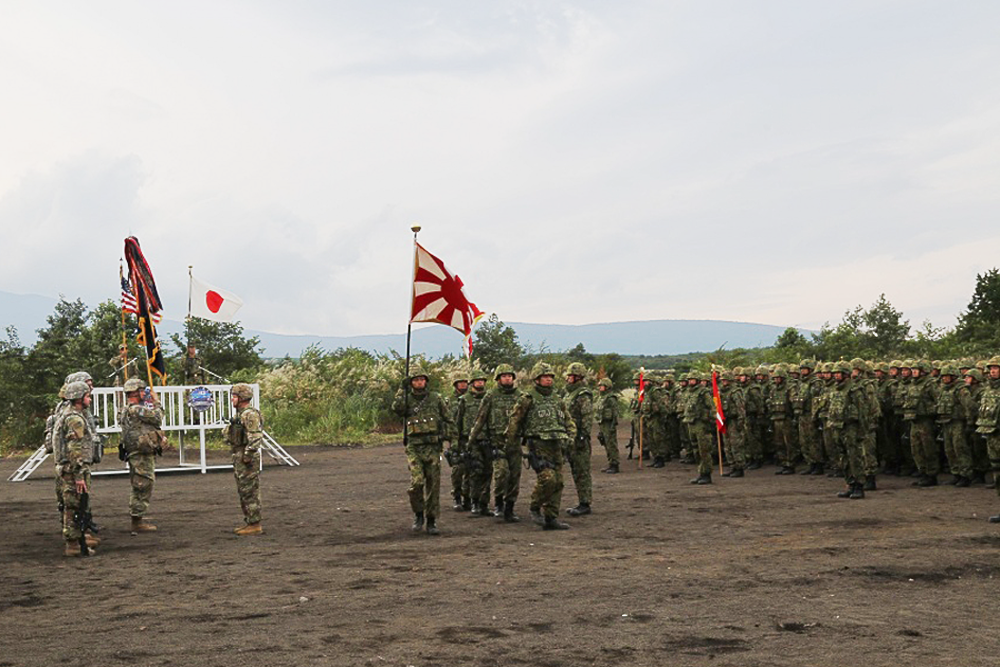
Soldati JGSDF e soldati statunitensi partecipano alla cerimonia di apertura di Orient Shield 2017 a Camp Shin Yokotsuka, 11 settembre 2017

Nel 1989, iniziò l'addestramento di base per i diplomati all'accademia delle secondarie inferiori e delle secondarie superiori nella brigata d'addestramento e durò circa tre mesi. Gli arruolati specializzati e i candidati dei corsi sottufficiali (NCO) erano disponibili nelle scuole d'arma e i sottufficiali qualificati avrebbero potuto entrare in un programma di candidati Ufficiali da otto a dodici settimane. I sottufficiali anziani e i diplomati di ottanta settimane del corso pilota sottufficiali vennero ammessi a partecipare come candidati alle scuole Ufficiali, così come lo erano i diplomati dell'Accademia della Difesa Nazionale a Yokosuka e i diplomati di quattro anni di università. Anche i corsi di comando e di ufficiali di stato maggiore, di volo, di medicina e di tecnica avanzata vennero eseguiti dalla JGSDF. Come i diplomati della Marina e dell'Aeronautica, le JGSDF gestivano un programma di giovani allievi, offrendo una formazione tecnica ai diplomati della scuola secondaria inferiore sotto l'età militare in cambio di una promessa di arruolamento.
A causa della densità della popolazione e dell'urbanizzazione delle isole giapponesi, solo poche aree sono disponibili per l'addestramento su larga scala, e, anche in questi settori, le restrizioni di rumore sono ampie. Le JGSDF sono adattate a queste condizioni, conducendo esercitazioni dal posto di comando, manovre sulla mappa, investendo in simulatori e altri programmi di addestramento, così come lo svolgimento di esercitazioni di fuoco diretto all'estero in luoghi come il Yakima Training Center negli Stati Uniti.
Le JGSDF hanno due componenti di riserva: la componente di riserva di reazione rapida (即応予備自衛官制度) e la componente principale di riserva (一般予備自衛官制度). I membri della componente di riserva di reazione rapida si addestrano 30 giorni l'anno. I membri della componente principale di riserva si addestrano cinque giorni all'anno. A partire dal dicembre 2007, ci sono stati 8 425 membri della componente di riserva di reazione rapida e 22 404 membri della componente di riserva principale.

## Equipaggiamento

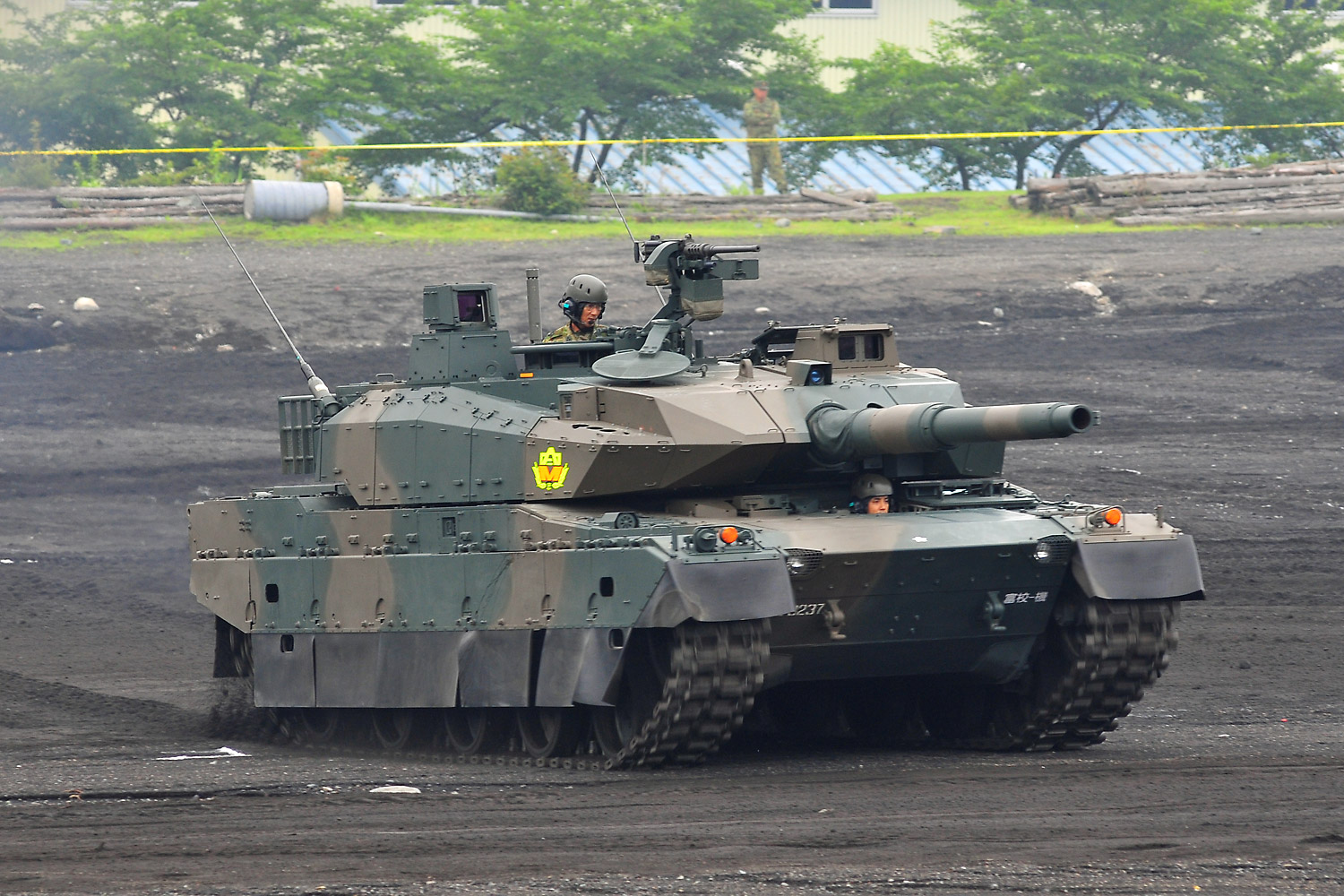
Carro armato da combattimento Type 10
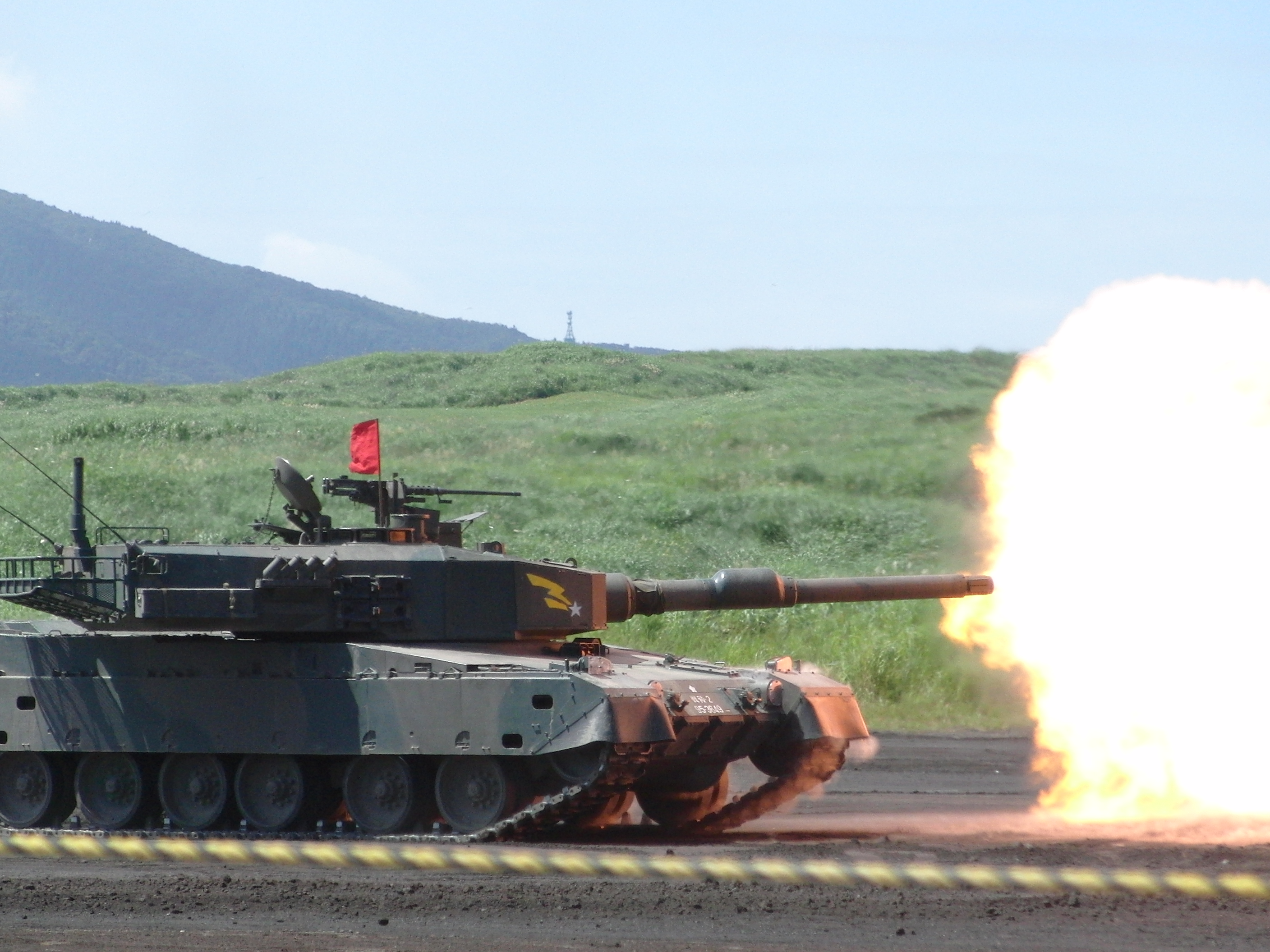
Carro armato da combattimento Type 90
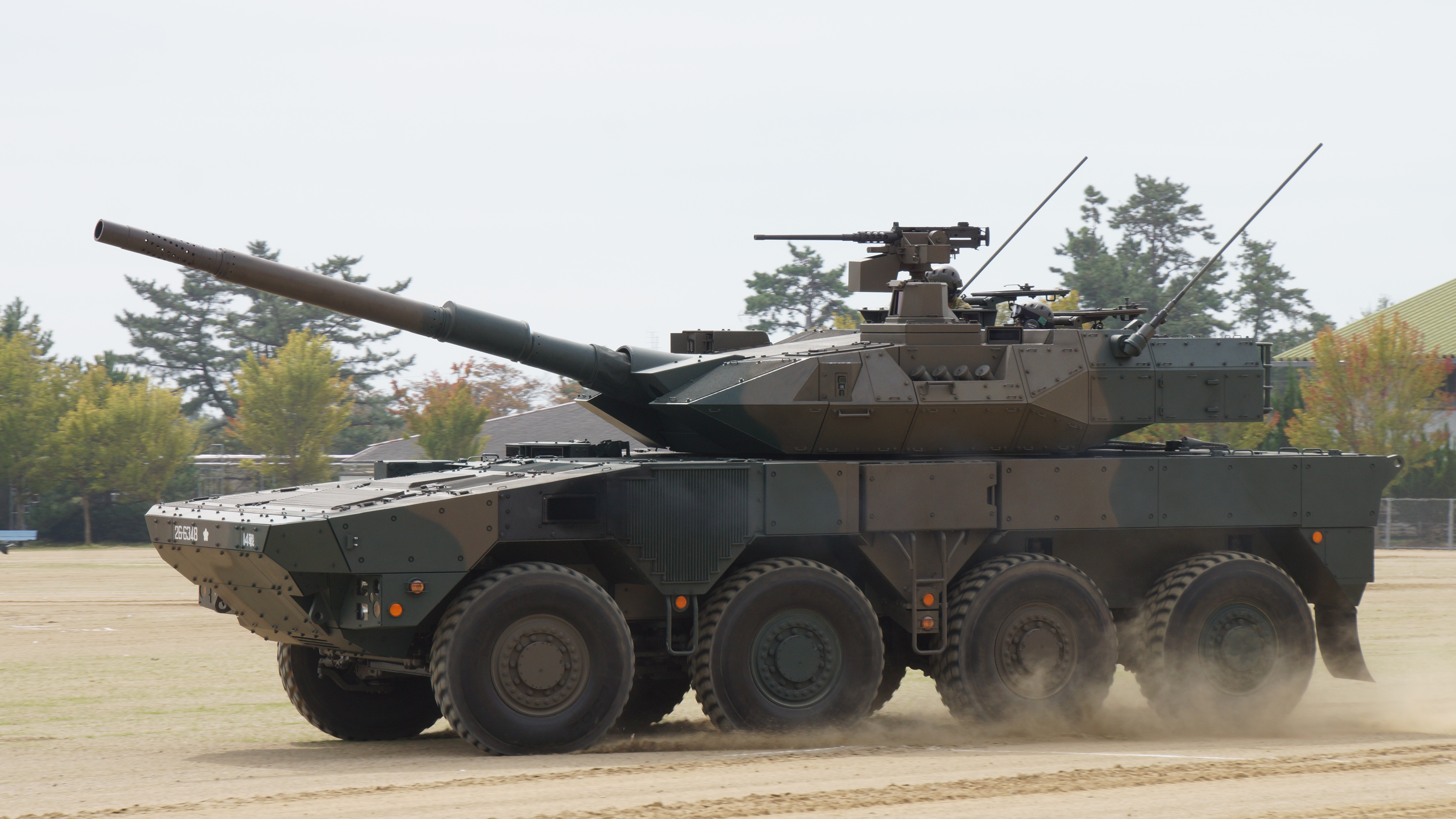
Veicolo di manovra da combattimento Type 16
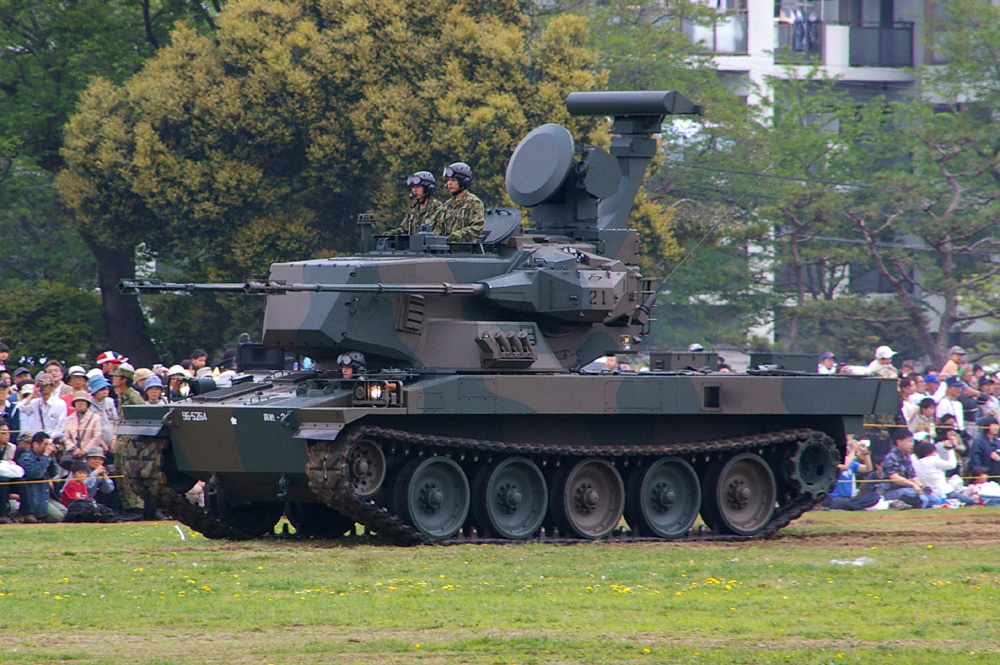
Cannone antiaereo semovente Type 87
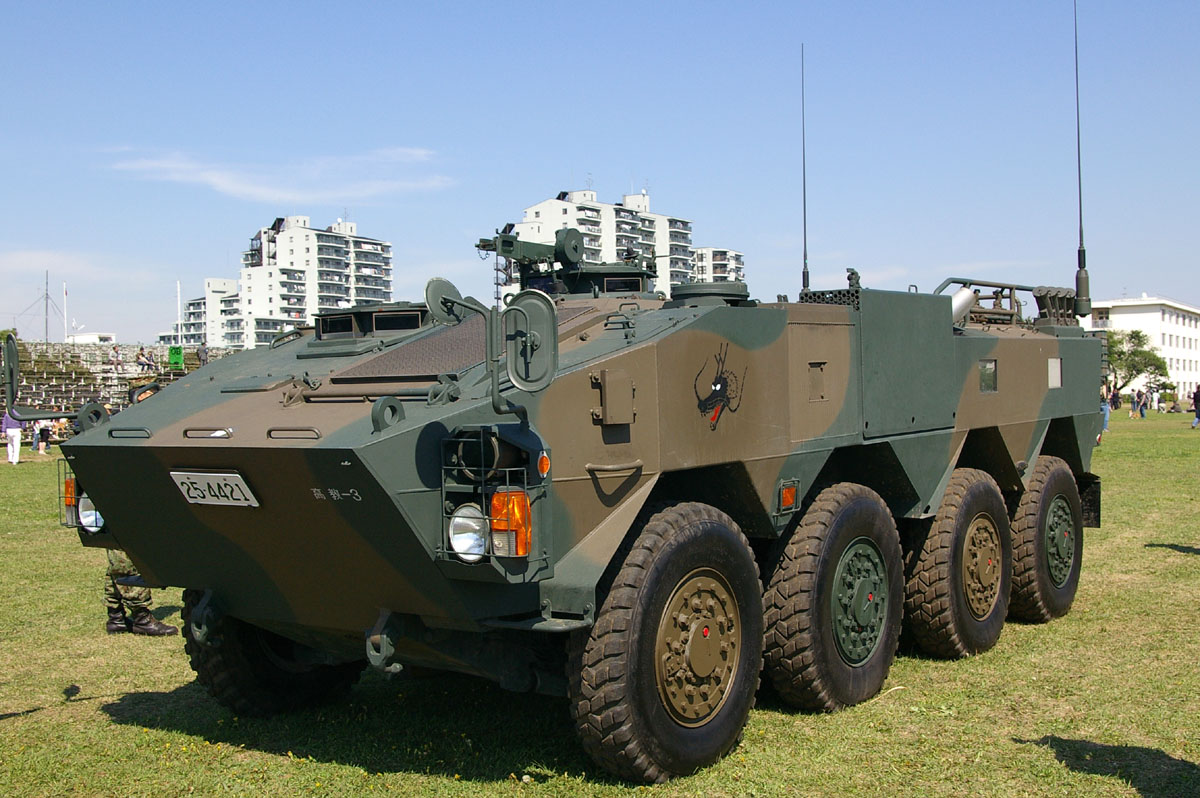
Veicolo trasporto truppe Type 96
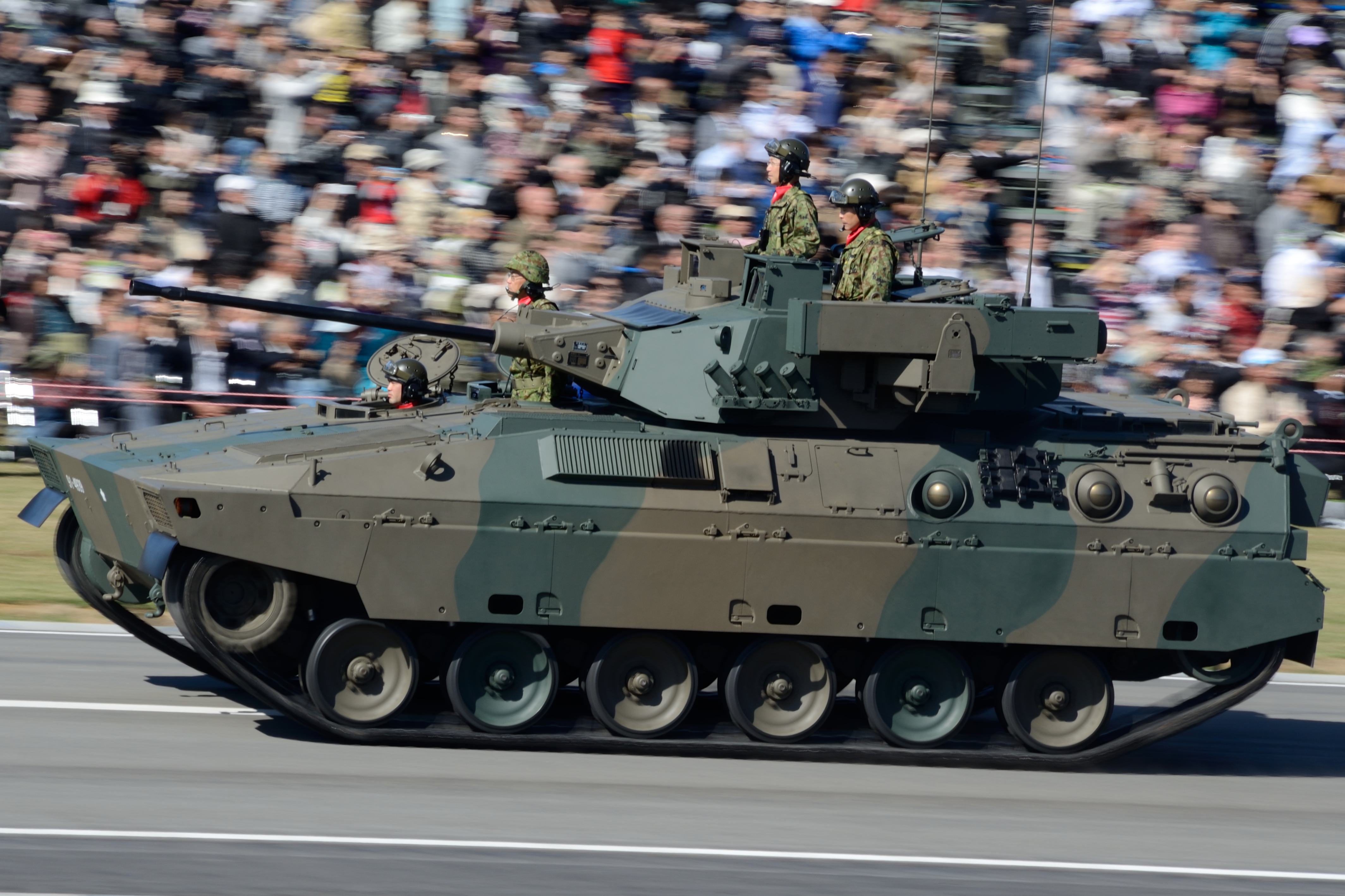
Veicolo da combattimento della fanteria Type 89
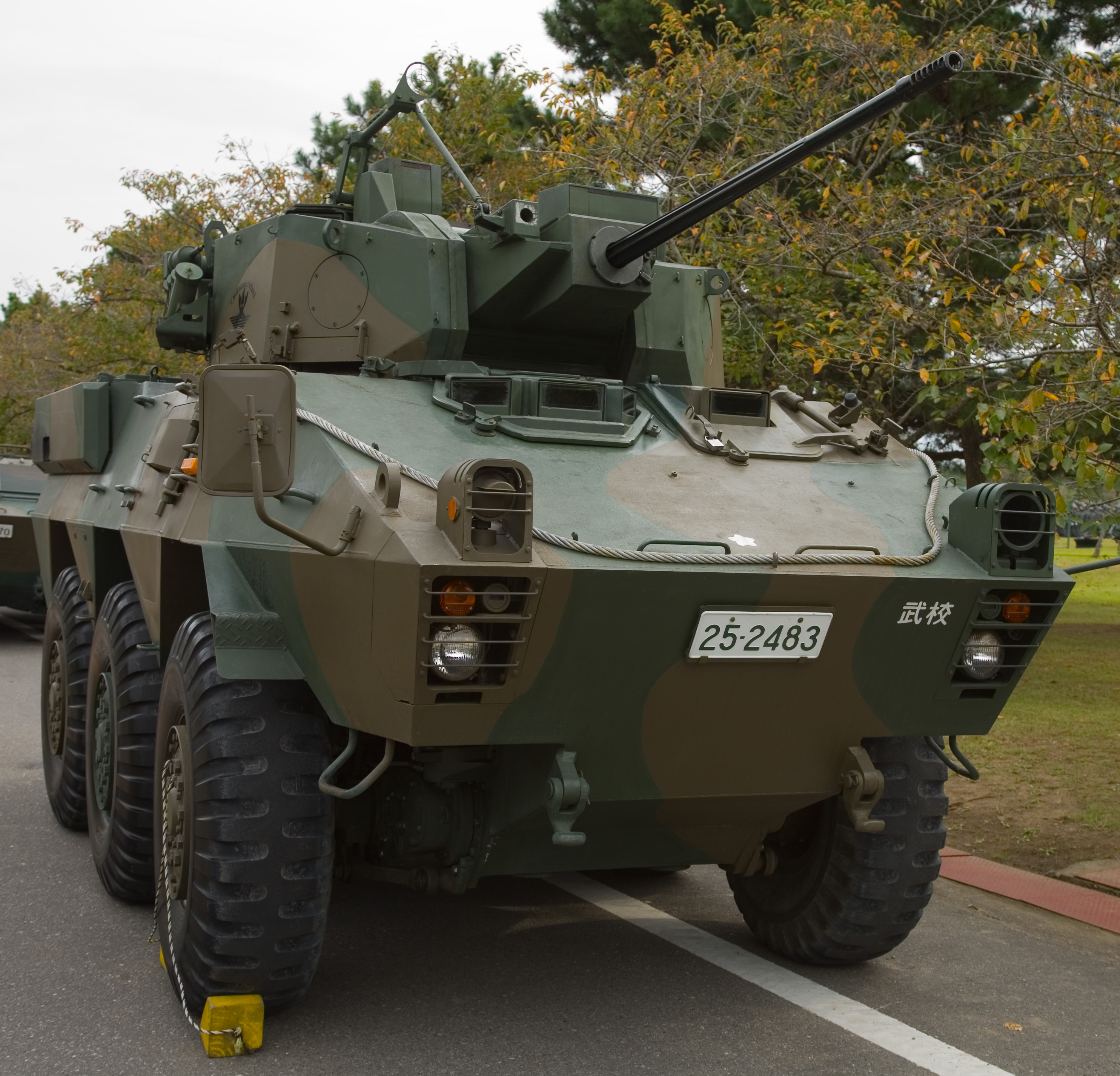
Veicolo blindato da ricognizione e da pattuglia Type 87
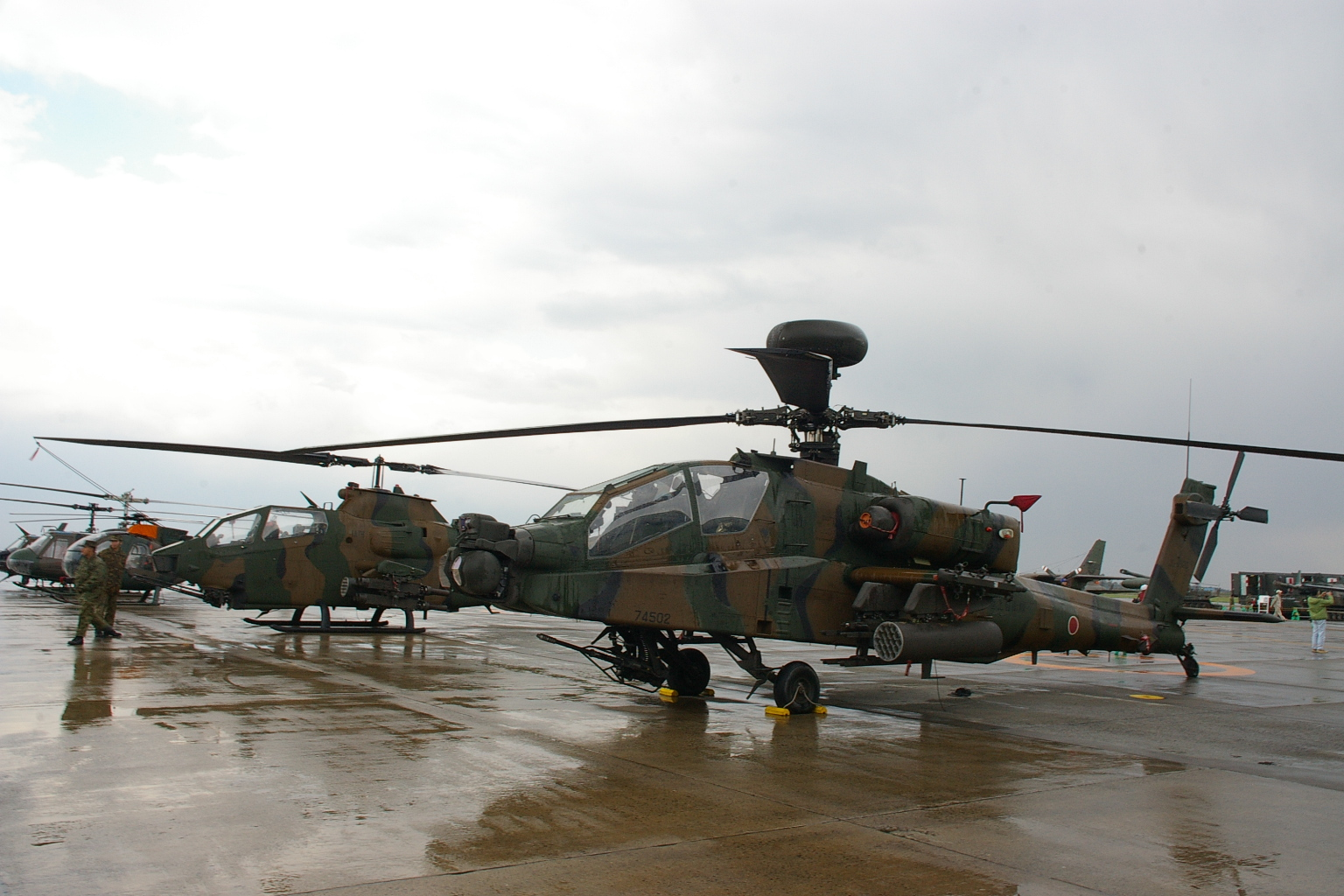
AH-64D & AH-1S delle JGSDF
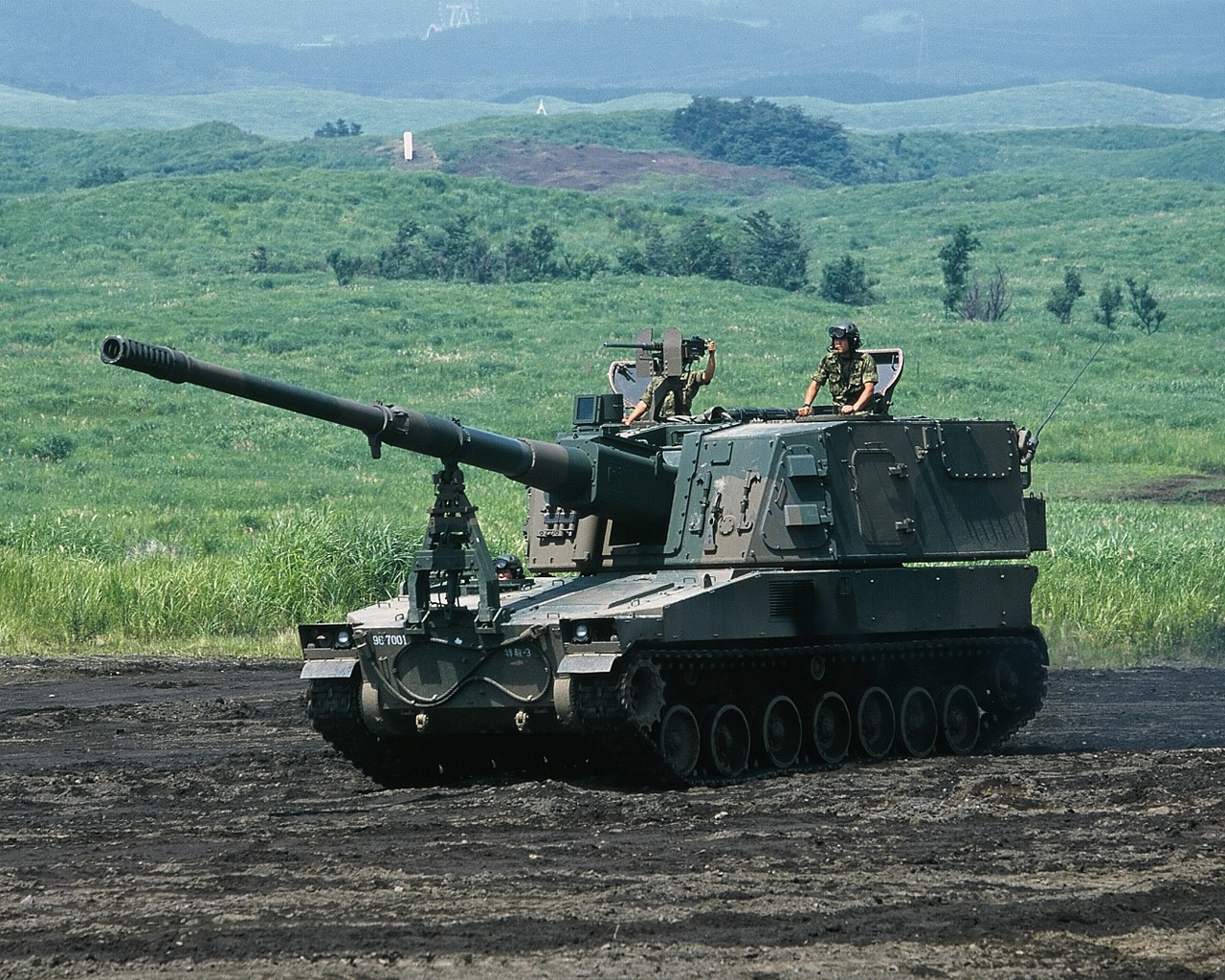
Obice semovente da 155mm Type 99
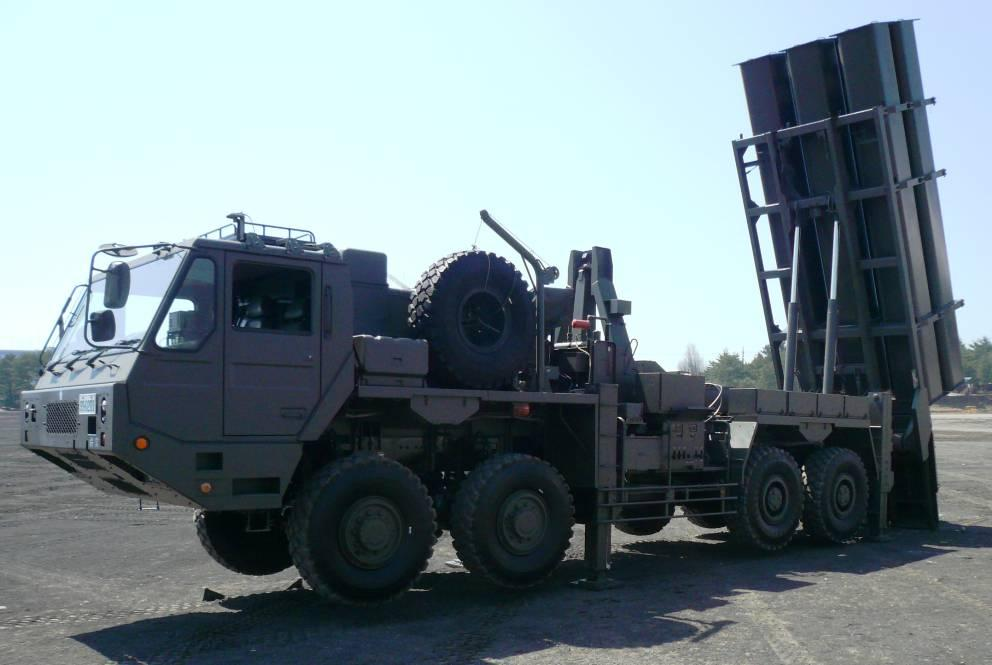
Missile terra-nave Type 12

### Mezzi Aerei
Sezione aggiornata annualmente in base al World Air Force di Flightglobal del corrente anno. Tale dossier non contempla UAV, aerei da trasporto VIP ed eventuali incidenti accorsi durante l'anno della sua pubblicazione. Modifiche giornaliere o mensili che potrebbero portare a discordanze nel tipo di modelli in servizio e nel loro numero rispetto a WAF, vengono apportate in base a siti specializzati, periodici mensili e bimestrali. Tali modifiche vengono apportate onde rendere quanto più aggiornata la tabella.
| Aeromobile                 | Origine              | Tipo                                | Versione (denominazione locale) | In servizio (2024) | Note | Immagine |
| Aerei da trasporto         |                      |                                     |                                 |                    | |          |
| Beechcraft King Air 350    | Stati Uniti          | aereo da trasporto                  | LR-2                            | 8                  | 8 aerei consegnati a partire dal 1998, uno dei quali è andato distrutto il 16 maggio 2017. Un ulteriore esemplare è stato consegnato a novembre 2020. |          |
| Elicotteri                 |                      |                                     |                                 |                    | |          |
| Boeing AH-64 Apache        | Stati Uniti          | elicottero d'attacco                | AH-64D                          | 12                 | Ordine iniziale per 62 AH-64D, poi, per carenza di fondi ha portato, nel mese di gennaio 2008, a un ordine per soli 13 esemplari. Il 5 febbraio 2018 un esemplare è andato distrutto in un incidente, portando a 12 gli esemplari in servizio.                                                                                           |          |
| Bell AH-1 Cobra            | Stati Uniti          | elicottero d'attacco                | AH-1S                           | 59                 | 71 AH-1S consegnati dal 1979. 59 in servizio al giugno 2018. |          |
| Kawasaki OH-1 Ninja        | Giappone             | elicottero d'attacco e ricognizione | OH-1                            | 36                 | 38 OH-1 consegnati a partire dal 1997. |          |
| Boeing CH-47 Chinook       | Stati Uniti          | elicottero da trasporto pesante     | CH-47J CH-47JACH-47JA Block II  | 500                | 34 CH-47J ricevuti a partire dal 1986, più 35 CH-47JA ricevuti a partire dal 1998. Ulteriori 12 CH-47JA Block II Extender Range selezionati ad ottobre 2024 e ordinati a gennaio 2025. |          |
| Fuji-Bell UH-1 Huey        | Stati Uniti          | elicottero utility                  | UH-1J                           | 125                | 130 UH-1J ricevuti a partire dal 1993. Un esemplare è andato perso a giugno 2019, portando a 126 il numero degli esemplari in servizio. Un esemplare è andato perso a febbraio 2020, portando a 125 gli esemplari in servizio. A dicembre 2022 è stato comunicato che un numero imprecisato di UH-1J sarà donato all'Esercito filippino. |          |
| Subaru Bell 412EPX         | Giappone Stati Uniti | elicottero utility                  | UH-2 (B 412EPX)                 | 10                 | 150 Bell 412EPX ordinati per sostituire gli UH-1J. |          |
| Sikorsky UH-60 Black Hawk  | Stati Uniti          | elicottero utility                  | UH-60JA                         | 36                 | 40 UH-60JA ricevuti a partire dal 1998. Uno dei 37 esemplari in servizio a tutto il dicembre 2022 è stato perso in un incidente il 6 aprile 2023. |          |
| Bell Boeing V-22 Osprey    | Stati Uniti          | convertiplano da trasporto tattico  | CV-22B                          | 15                 | 5 macchine allo standard V-22B Block C ordinate il 14 luglio 2015. All'Agosto 2020 risultano ordinati 17 V-22B Block C di cui due già consegnati. Consegne completate a luglio 2024, con due esemplari danneggiati rispettivamente il 23 ed il 27 ottobre dello stesso anno.                                                             |          |
| Eurocopter EC225 Superpuma | Francia              | elicottero da trasporto VIP         | EC225LP                         | 3                  | 3 ordinati e tutti consegnati a nel 2006. |          |
| Enstrom 480                | Stati Uniti          | elicottero da addestramento         | TH-480B                         | 30                 | 30 elicotteri, consegnati tra il 2011 ed il 2014, destinati a compiti addestrativi. |          |

### Aeromobili ritirati
- Hughes OH-6D Cayuse - 193 esemplari (1979-2020)[21]
- Bell UH-1H Huey - 133 esemplari (1973 al 2017)[21]
- Mitsubishi LR-1 (MU-2B) - 20 esemplari (1967-2016)[21]
- Aérospatiale AS 332L1 Superpuma	- 3 esemplari (1986–2006)[21]
- Kawasaki-Vertol KV-107 II - 60 esemplari	(1966-2002)[21]
- Hughes TH-55J - 38 esemplari (1972–1995)[21]
- Hughes OH-6J Cayuse - 117 esemplari (1969-1994)[21]
- Bell UH-1B Huey - 90 esemplari (1963 al 1993)[21]
- Fuji TL-1 (Fuji KM-2) - 2 esemplari (1981–1990)[21]
- Cessna L-19 Bird Dog - 129 esemplari (1954-1986)[21]
- Fuji LM-1 Nikko - 27 esemplari (1956–1983)[21]
- Beechcraft T-34A Mentor - 9 esemplari (1954-1982)[21]
- Bell H-13 Sioux - 131 esemplari (1954-1982)[21]
- Sikorsky H-19C Chickasaw - 31 esemplari (1954-1976)[21]
- Vertol V-44A - 2 esemplari (1959–1969)[21]
- Kawasaki KAL-2 - 1 esemplare (1964–1966)[21]
- Kawasaki KAL-1 - 1 esemplare (1954-1964)[21]
- Stinson L-5 Sentinel - 39 esemplari (1954-1958)[21]

## Organizzazione

### Comando maggiore
- Comando componente terrestre (陸上総隊?, Rikujō Sōtai) ha sede ad Asaka, Prefettura di Saitama. È stato riorganizzato dalla Forza di Rapidità Centrale il 27 marzo 2018. In tempo di guerra, avrebbe preso il comando di due o cinque armate.

### Armate

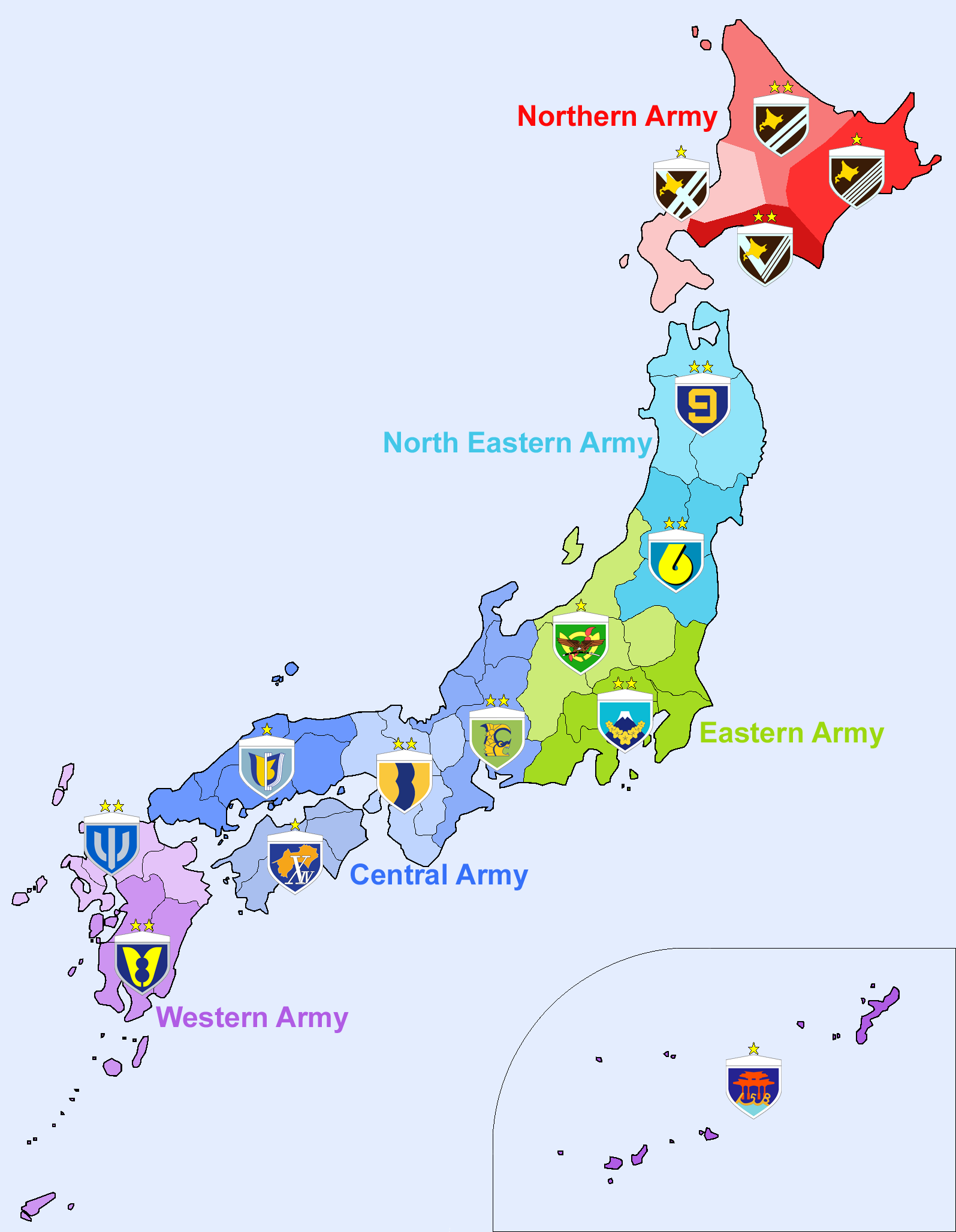
Disposizione delle unità di combattimento delle JGSDF

- Armata Settentrionale, acquartierata a Sapporo
- Armata Nordorientale, acquartierata a Sendai
- Armata Orientale, acquartierata a Nerima
- Armata Centrale, acquartierata a Itami
- Armata Occidentale, acquartierata a Kumamoto

### Divisioni
Le JGSDF hanno attualmente 9 divisioni attive (1 corazzata, 8 di fanteria)
- 1ª Divisione, a Nerima.
- 2ª Divisione, ad Asahikawa.
- 3ª Divisione, ad Itami.
- 4ª Divisione, a Kasuga.
- 6ª Divisione, a Higashine.
- 7ª Divisione (7ª Divisione corazzata), a Chitose.
- 8ª Divisione, a Kumamoto.
- 9ª Divisione, ad Aomori.
- 10ª Divisione, in Nagoya.

### Brigate
Le JGSDF hanno attualmente 8 brigate di combattimento:
- 1ª Brigata aviotrasportata, a Camp Narashino a Funabashi, Prefettura di Chiba
- 5ª Brigata, a Camp Obihiro ad Obihiro, responsabile per la difesa dell'Hokkaidō nordorientale
- 11ª Brigata, a Camp Makomanai a Sapporo, responsabile per la difesa dell'Hokkaidō sudoccidentale
- 12ª Brigata (Assalto aereo), a Camp Soumagahara a Shintō, responsabile per la difesa delle prefetture di Gunma, Nagano, Niigata e Tochigi.
- 13ª Brigata, a Kaita, responsabile per la difesa della regione del Chūgoku.
- 14ª Brigata, a Zentsūji, responsabile per la difesa di Shikoku.
- 15ª Brigata, a Naha, responsabile per la difesa della Prefettura di Okinawa
- Brigata di Schieramento Rapido Anfibio, a Camp Ainoura a Sasebo, Nagasaki; forza anfibia equipaggiata per schierarsi dalle navi, dove necessario.

Le divisioni e le brigate delle JGSDF sono unità di armi combinate con unità di fanteria, corazzate ed artiglieria, unità di supporto al combattimento e unità di supporto logistico. Sono entità regionali indipendenti e permanenti. La forza delle divisioni varia da 6 000 a 9 000 persone. Le brigate sono più piccole con 3 000 a 4 000 persone.
Le JGSDF hanno attualmente 9 brigate di supporto al combattimento:
- 1ª Brigata d'artiglieria, a Camp Kita Chitose a Chitose, Prefettura di Hokkaidō
- 2ª Brigata d'artiglieria, a Camp Yufuin a Yufu, Prefettura di Ōita
- 1ª Brigata elicotteri, a Camp Kisarazu a Kisarazu, Prefettura di Chiba
- 1ª Brigata artiglieria antiaerea, a Camp Higashi a Chitose, Prefettura di Hokkaidō
- 2ª Brigata artiglieria antiaerea, a Camp Iizuka ad Iizuka, Prefettura di Fukuoka
- 1ª Brigata del Genio, a Camp Koga a Koga, Prefettura di Ibaraki
- 2ª Brigata del Genio, a Camp Funaoka a Shibata, Prefettura di Miyagi
- 3ª Brigata del Genio, a Camp Eniwa a Eniwa, Prefettura di Hokkaidō
- 4ª Brigata del Genio, a Camp Okubo ad Uji, Prefettura di Kyoto
- 5ª Brigata del Genio, a Camp Ogōri a Ogōri, Prefettura di Fukuoka

### Altre unità
- Altre unità ed organizzazioni
  - Comando Controllo Materiale
  - Comando Terrestre Ricerca & Sviluppo

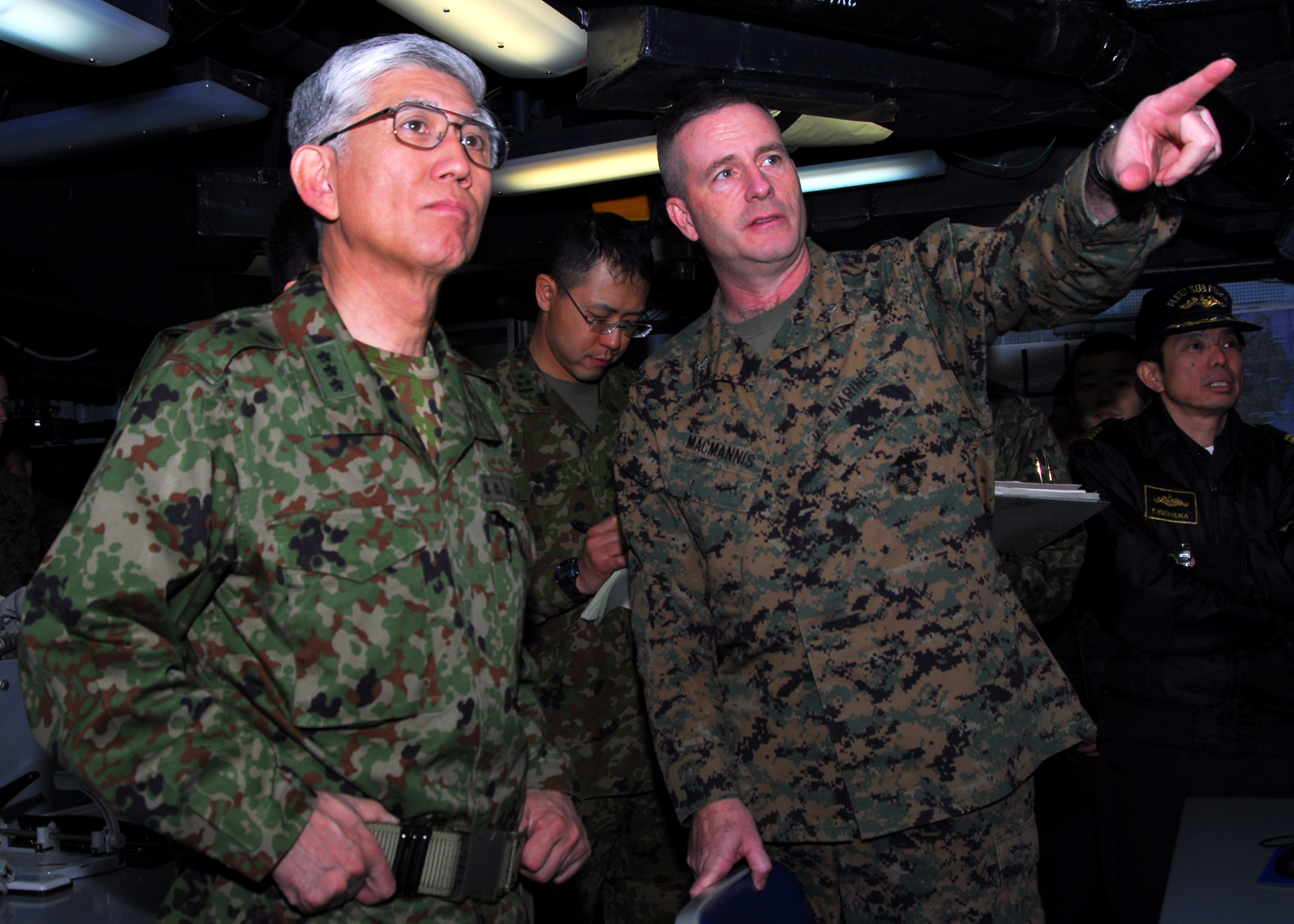
Il Capo di stato maggiore delle JGSDF, Eiji Kimizuka, parla con un ufficiale dei Marines statunitensi a bordo della USS Essex (LHD-2), nel marzo 2011.

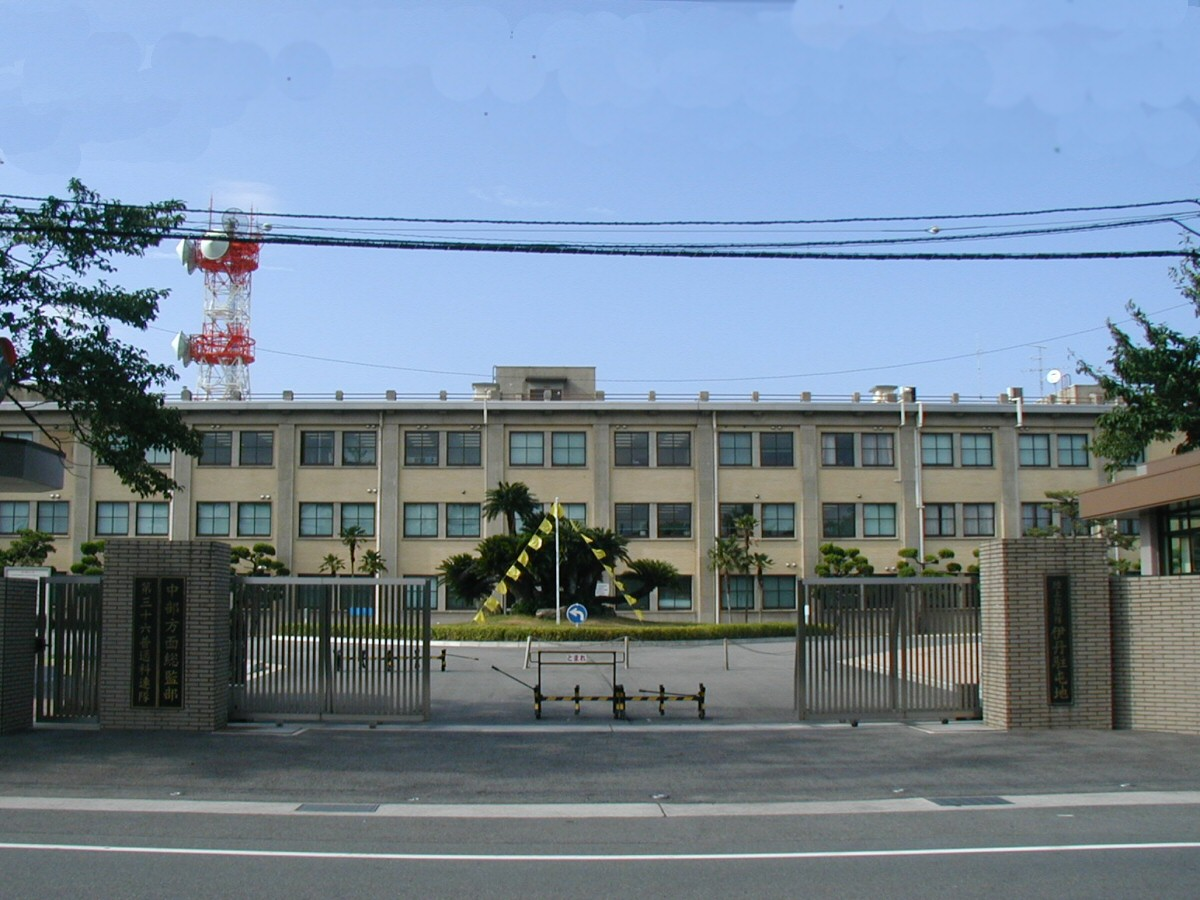
Quartier generale dell'Armata Centrale delle JGSDF ad Itami, Giappone

  - Brigata Comunicazioni
  - Polizia Militare
  - Comando Intelligence Militare
  - Comando Sicurezza Intelligence
  - Collegio dello stato maggiore
  - Scuola Candidati Ufficiali
  - Gruppo forze speciali

## Gradi militari
Il codice NATO pubblicato è livello di riferimento. Non esiste una disposizione legale del codice NATO nella Forza d'autodifesa giapponese.

### Ufficiali（幹部）
| Codice NATO         | OF-9                                | OF-8             | OF-7             | OF-5       | OF-4               | OF-3     | OF-2     | OF-1    | OF-1         |
| Grado               | 陸将 （統合幕僚長および陸上幕僚長） | 陸将             | 陸将補           | 1等陸佐    | 2等陸佐            | 3等陸佐  | 1等陸尉  | 2等陸尉 | 3等陸尉      |
| Traduzione italiana | Generale                            | Tenente generale | Maggior generale | Colonnello | Tenente colonnello | Maggiore | Capitano | Tenente | Sottotenente |
| ------------------- | ----------------------------------- | ---------------- | ---------------- | ---------- | ------------------ | -------- | -------- | ------- | ------------ |
| Type A （甲階級章） |                                     |                  |                  |            |                    |          |          |         |              |
| Type B （乙階級章） |                                     |                  |                  |            |                    |          |          |         |              |
| Miniature （略章）  |                                     |                  |                  |            |                    |          |          |         |              |

### Warrant officer & arruolati（准尉および曹士）
| Codice NATO         | OR-9                   | OR-8              | OR-7          | OR-6                     | OR-5     | OR-3         | OR-2           | OR-1    | OR-D                              |
| Grado               | 准陸尉                 | 陸曹長            | 1等陸曹       | 2等陸曹                  | 3等陸曹  | 陸士長       | 1等陸士        | 2等陸士 | 自衛官候補生                      |
| Traduzione italiana | Sergente maggiore capo | Sergente maggiore | Sergente capo | Sergente di prima classe | Sergente | Soldato capo | Soldato scelto | Soldato | Allievo ufficiale dell'autodifesa |
| ------------------- | ---------------------- | ----------------- | ------------- | ------------------------ | -------- | ------------ | -------------- | ------- | --------------------------------- |
| Type A （甲階級章） |                        |                   |               |                          |          |              |                |         |                                   |
| Type B （乙階級章） |                        |                   |               |                          |          |              |                |         |                                   |
| Miniature （略章）  |                        |                   |               |                          |          |              |                |         | senza insegne                     |